# Grube Münden bei Nentershausen

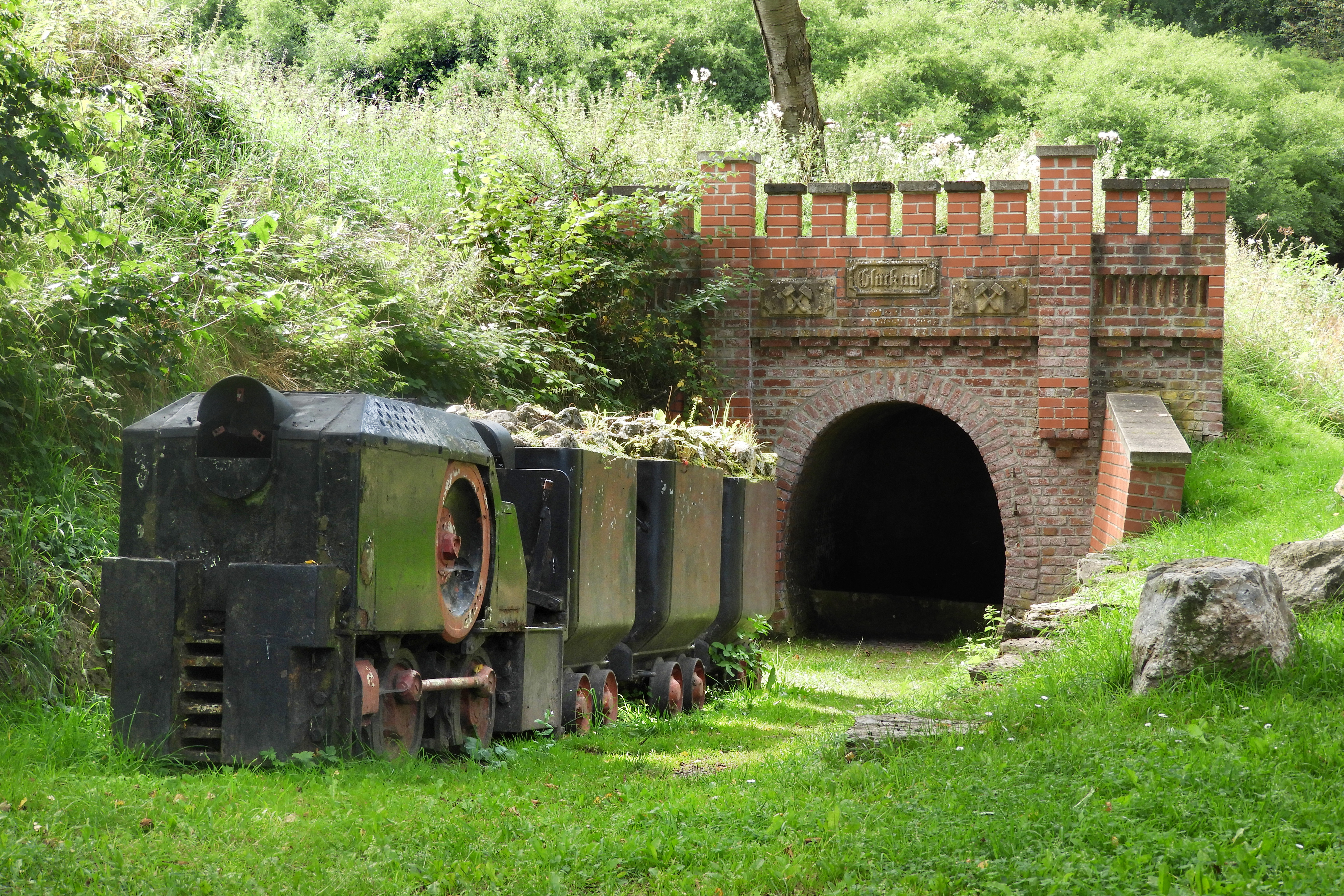
Stollenportal der Grube Münden mit Grubenlok und Grubenwagen

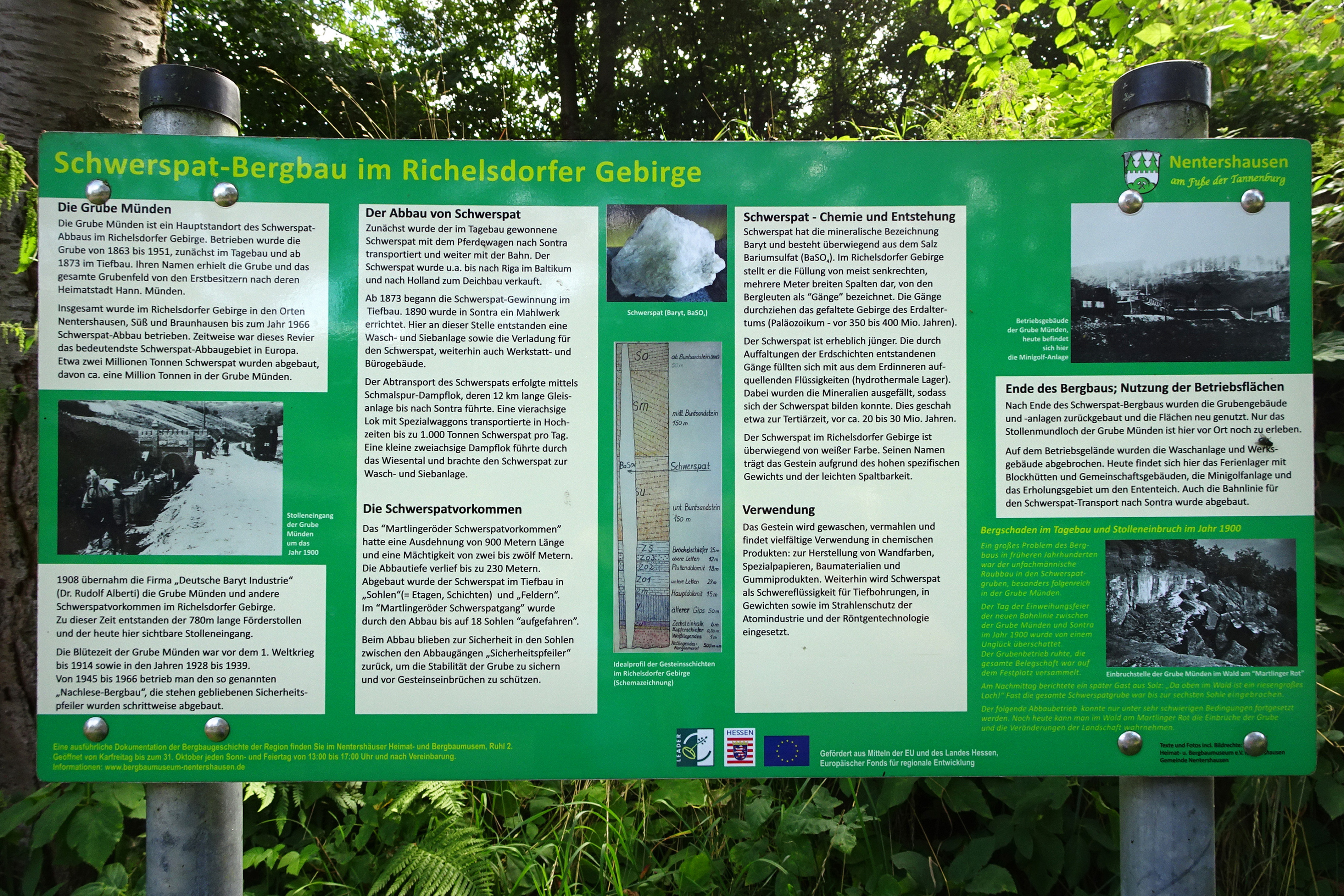
Informationstafel am ehemaligen Eingang der Grube

Die Grube Münden bei Nentershausen war ein Schwerspatbergwerk im Richelsdorfer Gebirge, das ab der zweiten Hälfte des 19. Jahrhunderts betrieben wurde. Die vorhandenen Spatlager wurden zunächst im Tagebau und seit 1873 unter Tage ausgebeutet. Ihre Blütezeit hatte die Grube in der Zeit um 1900, als hier Spat, der auch unter seinem Synonym Baryt bekannt ist, in großen Mengen und in einer hervorragenden Qualität gefördert werden konnte. Das Bergwerk war der ergiebigste Standort in der Region. Mit den benachbarten Spatgruben bei den Orten Süß, Bauhaus und Braunhausen galt das Revier einst als eines der bedeutendsten Abbaugebiete in Europa. Im November 1951 endete die Schwerspatgewinnung, teils wegen völliger Erschöpfung der Vorräte, teils weil der Restabbau unwirtschaftlich geworden war. Die durchschnittliche Förderung soll zuletzt 15.000 Tonnen im Jahr betragen haben. Insgesamt hat das Vorkommen rund 700.000 Tonnen Baryt geliefert.

## Lage
Der Stolleneingang der Grube Münden liegt am westlichen Ortsrand von Nentershausen, einer Gemeinde im Landkreis Hersfeld-Rotenburg. Nentershausen ist einer der Hauptorte im Richelsdorfer Gebirge, das kein Mittelgebirge im eigentlichen Sinne ist, sondern der Name für eine durch Bergbau geprägte, hügelige Kulturlandschaft im Nordosten von Hessen. Es zählt zu den ältesten Bergbaugebieten Deutschlands. Naturräumlich wird der Bereich dem Solztrottenwald zugeordnet, der westlich in das Ibaer Hügelland und nördlich in das Sontraer Land übergeht. Sie sind Teileinheiten des Fulda-Werra-Berglands in der Haupteinheitengruppe des Osthessischen Berglands.

## Die Anfänge

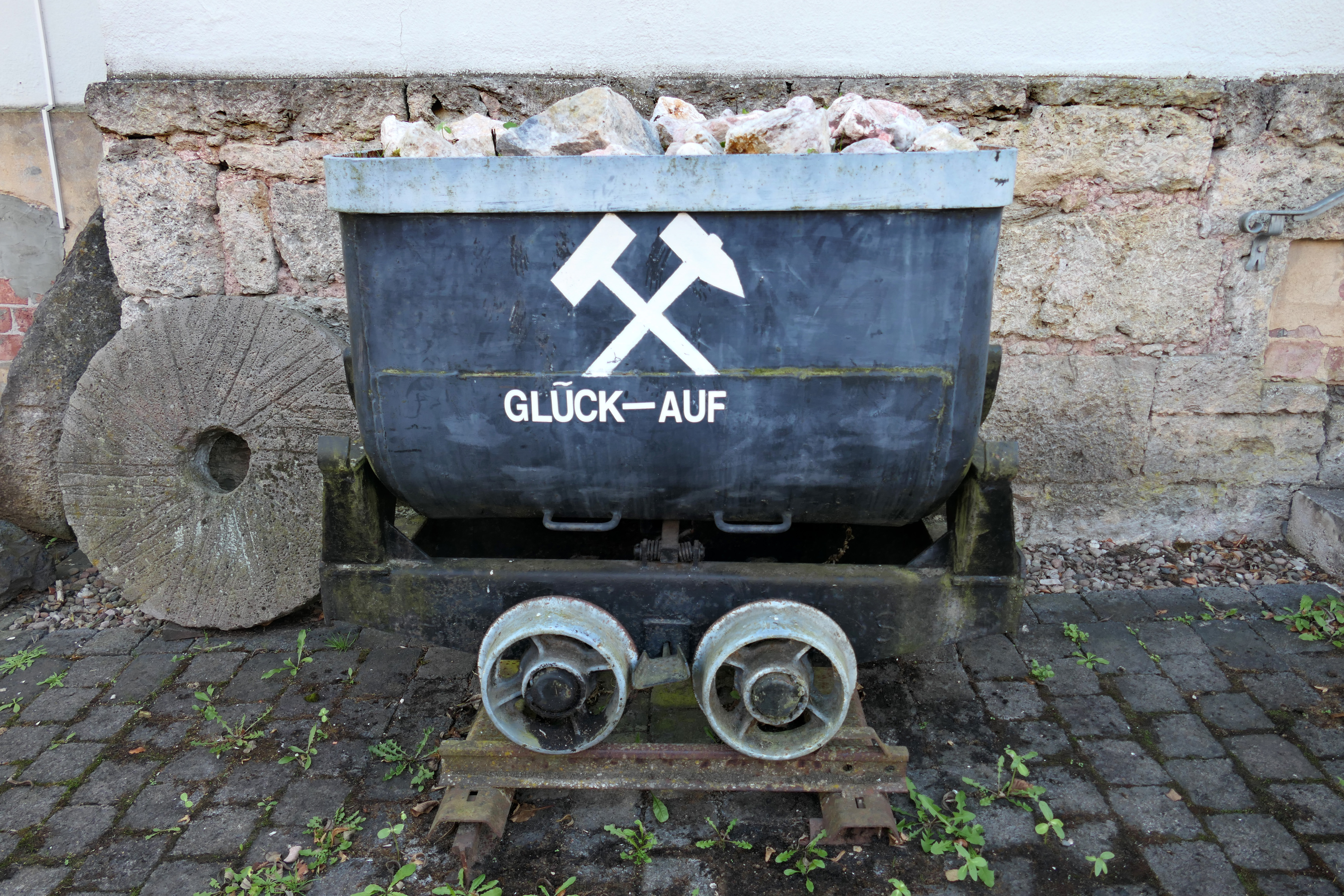
Grubenwagen mit Schwerspat vor dem Heimat- und Bergbaumuseum Nentershausen

Schwerspat hat die mineralische Bezeichnung Baryt und besteht überwiegend aus dem Salz Bariumsulfat. Früher als weitestgehend nutzlos eingestuft, begann der neuzeitliche Abbau um 1830, als er gewinnbringend verarbeitet werden konnte. Mit dem aufkommenden Bedarf an lichtechten und chemisch stabilen Farbrohstoffen wurden immer mehr der rein weißen Schwerspatmehle benötigt.
Mit der wachsenden Nachfrage erinnerten sich die Bergfachleute an die Ausbisse des Schwerspats in der Region. Sie waren schon seit dem Ende des 18. Jahrhunderts gezielt nach Kobalterzen untersucht worden. Bis zum 19. Jahrhundert war der Kobaltbergbau im Richelsdorfer Gebirge durch den parallel dazu betriebenen Kupferschieferbergbau noch von einiger wirtschaftlicher Bedeutung. Mehrere Versuchsschächte wurden bei den Erkundungen niedergebracht, die aber wegen zu geringer „Kobaltführung“ bald wieder verlassen wurden. Einige kleine Halden und Pingen deuten noch auf die Suche hin.
Schwerspat trat im Richelsdorfer Gebirge ausschließlich in Gängen auf, die im Rotliegenden aufsitzen und bis in den Zechsteinkalk reichen und seltener auch bis in den Hauptdolomit. Die größten Mächtigkeiten fanden sich im höheren Teil des Rotliegenden bis hinauf in den unteren Zechstein. Die Dicke der Gangspalten, die im Tertiär entstanden, ist weitgehend von der Ausbildung des Nebengesteins abhängig.
Den Bergbau auf Schwerspat begannen zunächst Privatleute an verschiedenen Stellen im Richelsdorfer Gebirge. Staatliches Engagement im Barytbergbau gab es hier nie. Ihre Aktivitäten endeten bald, da meistens nur kleine und unbedeutende Vorkommen gefunden wurden. Eine erfolgreiche Erschließung fand erst gegen Ende der 1860er Jahre durch den Arnstädter Kaufmann Friedrich Krummhoff statt. Er hatte von den damaligen Besitzern, dem Holzhändler Ferdinand Wüstefeld und dem Partikulier Christof Friedrich Heerde, die die Mutung im Jahr 1865 bekommen hatten, das Grubenfeld Martlingerode zwischen Nentershausen und Dens zunächst gepachtet und 1872 zu einem Preis von 1500 Talern gekauft.
Mit dem „Martlingeröder Gang“ hatte Krummhoff ein reiches und sehr reines Schwerspatlager erworben. Das Vorkommen bestand aus drei Barytlinsen mit einer horizontalen Mächtigkeit von bis zu 18 Metern. Es reichte bis in eine Tiefe von 200 Metern und erstreckte sich über rund 1700 Meter Gesamtlänge. Zunächst wurde der Baryt mehrere Meter unter dem Waldboden abgebaut. Noch heute erinnert ein rund zweihundertfünfzig Meter langer Einschnitt in dem teilweise unwegsamen Gelände an die aufgelassene Grube. Ab den 1870er Jahren begann die Schwerspatgewinnung im Tiefbau. Der dabei betriebene Örterbau wurde später als Raubbau, mit einem großen Verlust des in den Lagerstätten vorhandenen Baryts angesehen. In dem Jahr 1887 war bereits die 5. und drei Jahre später die 6. Sohle erreicht. 1893 wurde der Maschinenschacht bis unter die 8. Tiefbausohle abgeteuft.
Anfangs wurde der Baryt als Stückspat exportiert. Heimische Bauern brachten den gewonnenen Spat mit Pferdefuhrwerken zum Bahnhof in Sontra. Von hier ging ein großer Teil nach Riga im Baltikum. Erst dort wurde er gemahlen und nach Russland verkauft. Im Jahr 1890 entstand beim Bahnhof in Sontra ein Mahlwerk als Verarbeitungsanlage. Es wurde mit der Grube durch eine rund zehn Kilometer lange Spatbahn verbunden, die 1900 eine Kompanie des Berliner Eisenbahnregiments baute. Der Abtransport erfolgte nun mittels einer vierachsigen Schmalspur-Dampflok mit Spezialwaggons. In der Hochphase transportierte sie bis zu 1000 Tonnen pro Tag.
Die Mächtigkeit der linsenartigen Barytausbildungen galt als beachtlich. Schon in der Anfangszeit entstanden bei dem Abbau Hohlräume, die so groß gewesen waren, dass man in ihnen „mit einem Wagen spazieren fahren konnte“. Der unfachmännische Raubbau war folgenreich für die Grube Münden. Mehrmals stürzten die unzureichend gesicherten oberen Grubenbaue ein. Über einen solchen Bergschaden, der den Tag der Einweihungsfeier der neuen Bahnlinie zwischen der Grube Münden und Sontra im Jahr 1900 überschattete, berichtete der Schriftsteller Wilhelm Lohmann: Der Grubenbetrieb ruhte, die gesamte Belegschaft war auf dem Festplatz versammelt, als ein verspäteter Wanderer zu den Festgästen eilte „mit der Schreckenskunde: Im Martlingerode stürzt der Berg ein. Alles bricht nach dort noch in der Nacht auf, ein gewaltiger Einsturz gähnt ihnen entgegen, die großen Buchen sind mit verschwunden, auf drei Seiten ragen steile Schwerspatfelsen nackt gegen den Berg auf.“ Fast die gesamte Schwerspatgrube war bis zur sechsten Sohle eingebrochen. Wegen des Festes ist niemand in der Grube gewesen, so dass kein Mensch zu Schaden kam. Der weitere Abbaubetrieb konnte später teilweise nur unter schwierigen Bedingungen fortgesetzt werden. Noch heute sind im Martlingeröder Wald die Veränderungen der Landschaft durch die Einbrüche der Grube zu sehen.

## Blütezeit und Niedergang
Im Jahr 1909 kaufte die Firma Deutsche Baryt Industrie Dr. Rudolf Alberti die Grube Münden. Sie hatte ihren Geschäftssitz in Bad Lauterberg im Harz und betrieb Barytbergbau im Harz, am Meißner und im Richelsdorfer Gebirge. In der Zeit der Übernahme wurde ein neuer Förderstollen ins Martlingerode getrieben. Dieser wurde in Höhe der 8. Sohle angesetzt und führte 783 Meter weit in den Berg hinein. Im Jahr 1905 war bereits die zweite und tiefste und um 1910 die westlichste und kleinste der drei Barytlinsen erschlossen. Diese beiden Vorkommen wurden in den folgenden Jahren so zügig abgebaut, dass schon 1913 auf der ersten Barytlinse ein systematischer Nachlesebergbau begann.
Die Produktivität der Grube lässt sich an der Förderleistung, bezogen auf die Belegschaft, ablesen.
| Jahr | Förderung (t) | Arbeiter | Aufsicht | zus. | t je Arbeiter |
| 1873 | 1.010         | 4        | 1        | 5    | 253           |
| 1880 | 4.117         | 20       | 1        | 21   | 206           |
| 1885 | 11.598        | 63       | 2        | 65   | 184           |
| 1890 | 10.752        | 80       | 1        | 81   | 134           |
| 1895 | 11.515        | 83       | 2        | 85   | 139           |
| 1898 | 16.331        | 92       | 2        | 94   | 178           |
| 1899 | 14.880        | 88       | 2        | 90   | 169           |
| 1900 | 13.238        | 95       | 2        | 97   | 139           |
| 1905 | 15.755        | 92       | 4        | 96   | 171           |
| 1910 | 11.322        | 136      | 4        | 140  | 135           |
| 1911 | 12.284        | 144      | 8        | 152  | 150           |
| 1912 | 13.311        | 161      | 13       | 174  | 155           |
| 1913 | 17.557        | 164      | 10       | 174  | 189           |

Um 1910 wurde beim Mundloch des neu getriebenen Stollens eine Tagesanlage errichtet. Zu ihr gehörten Gebäude, in denen der geförderte Schwerspat zerkleinert, gesiebt und mit dem anfallenden Grubenwasser gewaschen worden ist. Einige Jahre vorher, in 1907 war in der Grube eine elektrische Anlage eingebaut worden, mit dem Ziel, alle Maschinen die mit Dampf arbeiteten durch elektrische zu ersetzen. Seit dieser Zeit arbeitete über Tage eine 60 PS Heißdampf-Tandem-Lokomobile, mit der eine Dynamomaschine betrieben wurde.
Ende der 1900er Jahre, kam es zu einem Produktivitätseinbruch, danach wurde die Belegschaft vergrößert, ohne dass dies aber unmittelbar zu einer entsprechenden Erhöhung der Fördermenge führte. Hierfür sollen die nach dem Kauf der Grubenanlagen eingeleiteten Ausbauarbeiten verantwortlich gewesen sein. Sie banden viel Arbeitskraft für zunächst unproduktive Arbeiten. In der Zeit von 1915 bis 1917 stand der Tiefbau der Grube wegen Problemen mit der Energieversorgung für die Pumpen unter Wasser. Nach den guten Ergebnissen der früheren Jahre pendelten die Förderzahlen um ein sehr viel niedrigeres Niveau.
Schwierig wurde die Lage für die Firma Alberti in der Zeit der Weltwirtschaftskrise. Die exportorientierte Schwerspatindustrie musste mit dem Wegfall der Absatzmärkte Betriebe stilllegen und Personal abbauen. Auch 40 Bergleute der Grube Münden wurden bis Ende September 1930 entlassen. In der Sontraer Schwerspatmühle konnten dagegen durch Kurzarbeit die Arbeitsplätze erhalten werden. Ende November 1930 waren auf der Grube noch 40 Mann vollbeschäftigt, als Notbelegschaft, um den Betrieb aufrechterhalten zu können. Ab dem 11. Februar 1932 stellte man alle Arbeiten ein und beschränkte sich auf Wasserhaltung und Aufsicht über die Anlage. Nachdem im Jahr 1934 die Belegschaft auf 19 Arbeiter und drei Angestellte geschrumpft war, schien 1936 eine Wende für den Betrieb eingetreten zu sein, als die Folgen der Weltwirtschaftskrise einigermaßen überwunden waren. Die langsame Entwicklung in dieser Zeit soll auch damit zusammengehangen haben, dass Schwerspat als unverzichtbarer Bestandteil für die Aufrüstung des Militärs des Deutschen Reiches angesehen wurde.
Der wieder aufgenommene Bergbau war allerdings nur noch ein Nachlesebergbau, bei dem die erreichbaren Vorräte der Lagerstätten über der 10. Sohle und die stehengebliebenen Sicherheitspfeiler abgebaut wurden. In den Jahren von 1945 bis 1948 wurden alle Schächte verfüllt und im November 1951 die Grube endgültig stillgelegt. Nach ihrer Schließung blieb noch die Grube Franziska bei Braunhausen als Schwerspatabbauort. Mit ihrer Auflassung im Frühjahr 1967 endete dann der Bergbau im Richelsdorfer Gebirge.

## Lohn- und Arbeitsverhältnisse
Über die Lohnverhältnisse der Barytindustrie geben einige Dokumente aus den 1920er Jahren Auskunft, die zum Teil im Zusammenhang mit Tarifauseinandersetzungen zwischen Belegschaft und Unternehmen entstanden sind. Unterschieden wurde gewöhnlich zwischen Arbeitern über und unter Tage. In den beiden Gruppen erhielten die höchsten Löhne die Hauer und die Handwerker. Für Arbeiter über einundzwanzig Jahre lag die niedrigste Einstufung bei 88 Prozent des Tariflohns für Handwerker. Am untersten Ende der Einkommensskala standen Hilfsarbeiter über Tage mit einem Alter von fünfzehn bis sechzehn Jahren. Sie verdienten mit nur 40 Prozent des Tarifs am wenigsten.
Die reine Arbeitszeit betrug im Jahr 1928 unter Tage acht Stunden, wobei die Einfahrt in die Grube mitzählte, nicht aber die Pausen und Ausfahrt. Über Tage galt eine Arbeitszeit von acht Stunden ohne Pause. Arbeiter über siebzehn Jahre bekamen einen nach Dauer ihrer Beschäftigung gestaffelten, bezahlten Jahresurlaub von höchstens zwölf Tagen, der in der Regel in der Zeit von April bis September genommen werden sollte.

## Betriebsflächen

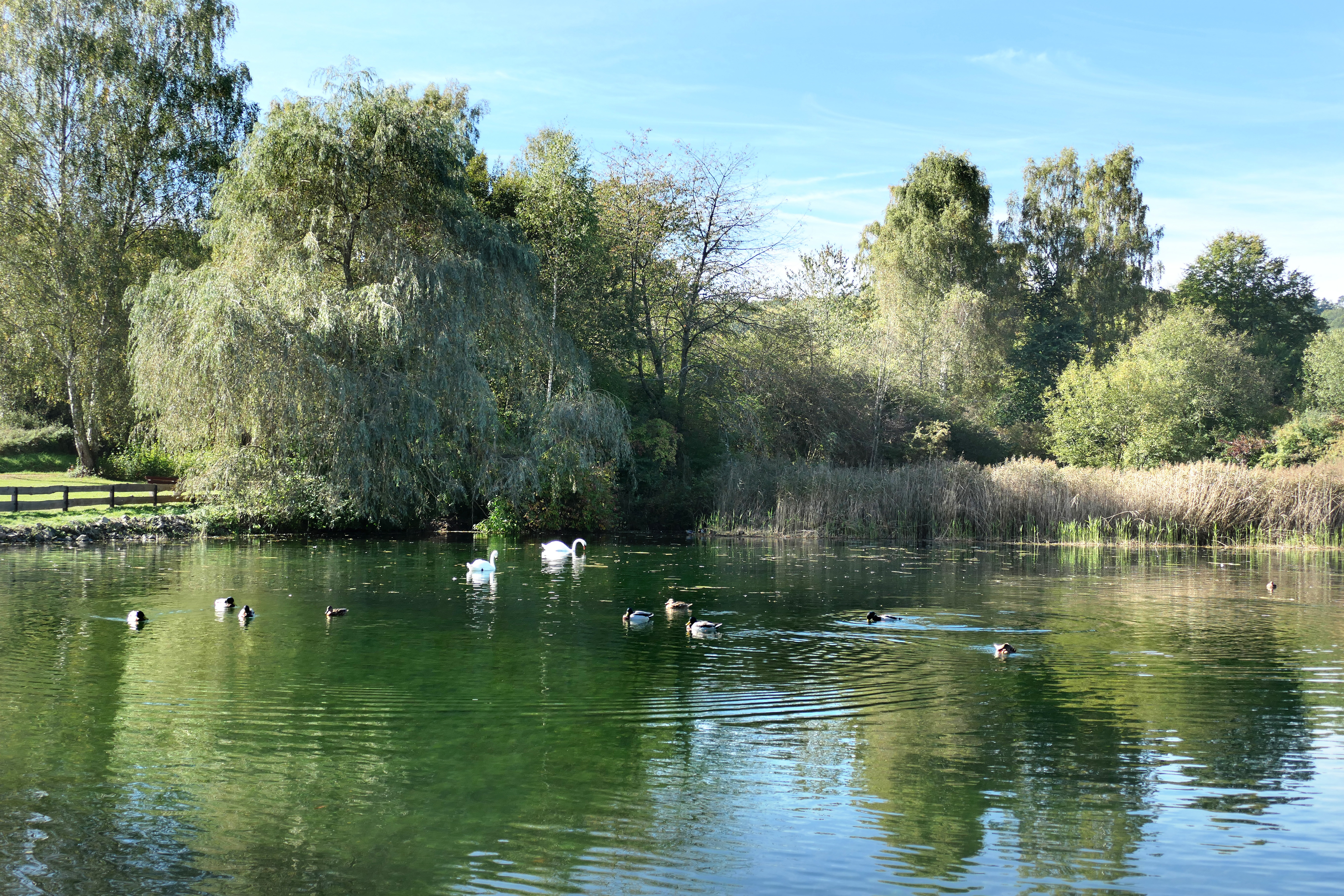
In dem Bereich des heutigen Schwanenteichs lag bis Anfang der 1950er Jahre der größere und tiefere Klärteich der Schachtanlage

Nach dem Ende des Bergbaus wurden die Gruben- und Tagesanlagen zurückgebaut, die Gebäude teilweise abgebrochen oder als Wohnungen von der Gemeinde Nentershausen genutzt. Auch die Bahnanlage, zu der die Strecke nach Sontra und Gleise zum Abstellen der leeren und beladenen Waggons gehörten, wurde demontiert. Nur das restaurierte Stollenmundloch ist noch ein sichtbares Relikt aus den Jahren des Bergbaubetriebs.
Auf dem ehemaligen Werksgelände der „Grube Münden“ betrieb der Berliner Ortsteil Steglitz in den Jahren vor der Wende eine Freizeitanlage mit Blockhütten und Gemeinschaftsgebäuden, um den Kindern und Jugendlichen in der von dichten Grenzen umschlossenen Stadt einen Ferienaufenthalt auf dem Lande zu ermöglichen. Mit der Wiedervereinigung verlor das Feriendorf seine Bedeutung und wurde aufgegeben. Heute ist hier das Trailcamp „Miners Creek“. Der Name für den Bereich bei dem Schwanenteich, „Steglitzer Platz“ und die originalen Pflastersteine und Laternen aus Berlin, erinnern noch an die langjährige Partnerschaft.
In dem Bereich des heutigen Schwanenteichs lag bis Anfang der 1950er Jahre der größere und tiefere Klärteich der Schachtanlage. Sein Damm erstreckte über den heutigen Parkplatz und war in der Mitte rund drei Meter hoch. Der Schwanenteich wird immer noch mit dem Grubenwasser aus dem Stollen gespeist. Etwas weiter dem Ort zu lag noch ein weiterer kleinerer, fast völlig mit Schilf und Rohrkolben zugewachsener Teich, in dem sich die restlichen Schwebstoffe absetzen sollten. Deren Beseitigung war wichtig, da nach rund vierhundert Metern in Richtung Sontra eine Wasserzapfstelle für die Dampflok war. Auf dem Weg von Sontra zur „Grube Münden“ musste kurz vor Nentershausen erneut Kesselwasser nachgefüllt werden, da wegen des ansteigenden Geländes der Wasservorrat der Lok nicht ausreichte.

## Schutz
Das ehemalige Bergbaugebiet im Richelsdorfer Gebirge zwischen den Orten Iba, Süß und Nentershausen gehört zu den historischen Kulturlandschaften, die gemäß dem Bundesnaturschutzgesetz zu erhalten sind. Für das hessische Landesamt für Denkmalpflege sind die zahlreichen Relikte des spätmittelalterlichen und frühneuzeitlichen Bergbaus, wie die Pingenfelder, Halden, Schlackenplätze sowie die Stollenmundlöcher Bodendenkmale von herausragender Bedeutung.